# Gekko truongi
Espèce
Gekko truongi est une espèce de geckos de la famille des Gekkonidae.

## Répartition
Cette espèce est endémique de la province de Khánh Hòa au Viêt Nam.

## Description
Gekko truongi mesure, queue non comprise, jusqu'à 95,9 mm.

## Étymologie
Cette espèce est nommée en l'honneur de Nguyen Quang Truong.

## Publication originale
- Phung & Ziegler, 2011 : Another new Gekko species (Squamata: Gekkonidae) from southern Vietnam. Zootaxa, n. 3129, p. 51–61.